# Скела Кладовеј
Скела Кладовеј (рум. Schela Cladovei) је насељено место у западној Румунији у саставу града Дробета-Турну Северин у жупанији Мехединци. Према попису из 2021. године насеље је имало 4.853 становника.
Скела Кладовеј се налази 3 километара западно од Дробета-Турну Северина, на левој обали Дунава. На супротној, десној обали Дунава налази се Кладово. Скела Кладовеј у преводу са румунског значи Кладовска скела и носи назив по скели која је саобраћала од Кладова до румунске обале Дунава, на којој се налази данашње насеље.
У насељу се налази археолошки локалитет са остацима културе Лепенског вира, из 6. миленијума пре нове ере са сложеним култним ритуалима и богатим знањем у коришћењу предности живљења уз велику реку.

## Демографија
| Година       | 2002  | 2011  | 2021  |
| ------------ | ----- | ----- | ----- |
| Становништво | 5.458 | 5.389 | 4.853 |

Према попису из 2021. године Скела Кладовеј је имала 4.853 становника што је за 536 мање (-9,95%) у односу на попис из 2011. када је било 5.389 становника.
| Етнички састав према попису из 2011.‍ | Етнички састав према попису из 2011.‍ | Етнички састав према попису из 2011.‍ | Етнички састав према попису из 2011.‍ | Етнички састав према попису из 2011.‍ |
| ------------------------------------ | ------------------------------------ | ------------------------------------ | ------------------------------------ | ------------------------------------ |
|                                      |                                      |                                      |                                      |                                      |
| Румуни                               | Румуни                               |                                      | 4.941                                | 91,69%                               |
| Роми                                 | Роми                                 |                                      | 99                                   | 1,84%                                |
| Турци                                | Турци                                |                                      | 7                                    | 0,13%                                |
| Срби                                 | Срби                                 |                                      | 3                                    | 0,06%                                |
| Остали                               | Остали                               |                                      | 3                                    | 0,06%                                |
| Непознати                            | Непознати                            |                                      | 336                                  | 6,23%                                |